# Rodolfo Stavenhagen
Rodolfo Stavenhagen Gruenbaum (Fráncfort, Alemania, 29 de agosto de 1932 - Ciudad de México, 5 de noviembre de 2016) fue un sociólogo y antropólogo mexicano de origen alemán defensor de los derechos humanos de los pueblos indígenas. Se destacó como docente e investigador de ciencias sociales y relator especial de la ONU. En 1997 fue galardonado con el Premio Nacional de Ciencias y Artes en México.

## Datos biográficos
Su familia tuvo que salir de Alemania durante la Segunda Guerra Mundial llegando a México cuando él era niño. Después de hacer en México su educación básica, obtuvo de la Universidad de Chicago la licenciatura en artes (BA). Después cursó la maestría en Antropología Social en la Escuela Nacional de Antropología e Historia en la Ciudad de México. Más tarde obtuvo el doctorado en Sociología en la Universidad de París.
Fue profesor e investigador en El Colegio de México, en dicha institución también fungió como el primer director del Centro de Estudios Sociológicos y como coordinador general académico. Formó parte del Sistema Nacional de Investigadores, nivel III. Fue docente también en la Universidad Nacional Autónoma de México. Fue profesor invitado en la Universidad de Harvard y en la Universidad de Stanford en los Estados Unidos. También lo fue de la Universidad de París, Francia, de la Universidad de Ginebra, Suiza, y de la Pontificia Universidad Católica de Río de Janeiro, en Brasil.
Fue también presidente de la Facultad Latinoamericana de Ciencias Sociales (FLACSO); miembro del Comité Directivo del Consejo Latinoamericano de Ciencias Sociales' (CLACSO); miembro del Consejo Consultivo de la Universidad de las Naciones Unidas y  miembro del Consejo Directivo del Social Science Research Council de los Estados Unidos de América.

## Corriente de pensamiento
Junto con el sociólogo Pablo González Casanova y el antropólogo Guillermo Bonfil Batalla formaron una corriente de pensamiento que cuestionaba la "política integracionista" la cual consideraba a tanto a los pueblos indígenas como a las comunidades campesinas, sectores que debían ser transformados radicalmente e "integradas" para lograr el desarrollo de México.

## Obra escrita
De manera destacada entre docenas de artículos y obra publicada:
- Siete tesis equivocadas sobre América Latina. Archivado el 7 de agosto de 2021 en Wayback Machine. Las tesis que se postulan como equivocadas en este libro son: 1) Los países latinoamericanos son sociedades duales; 2) El progreso en América Latina se realizaría mediante la difusión de los productos del industrialismo a las zonas atrasadas, arcaicas y tradicionales; 3) La existencia de zonas rurales atrasadas, tradicionales y arcaicas es un obstáculo para la formación del mercado interno y para el desarrollo del capitalismo nacional y progresista; 4) La burguesía nacional tiene interés en romper el poder y el dominio de la oligarquía terrateniente; 5) El desarrollo en América Latina es creación y obra de una clase media nacionalista, progresista, emprendedora y dinámica, y el objetivo de la política social y económica de nuestros gobiernos debe ser estimular la "movilidad social" y el desarrollo de esta clase; 6) La integración nacional en América Latina es producto del mestizaje; 7) El progreso en América Latina sólo se realizará mediante una alianza entre los obreros y los campesinos, alianza que impone la identidad de intereses de estas dos clases.[7]
- La cuestión étnica. En este libro, el autor se centra en el debate en torno a la definición de conceptos como etnia, grupo étnico, nación, nacionalismo, Estado, identidad y pueblos indígenas. Se incluyen las respuestas de Max Weber, Perry Anderson, Ernest Gellner, Elie Kedourie, entre otros; desde diferentes enfoques: la cuestión étnica, funcionalista, marxista y primordialista.[8]
- Derechos humanos de los pueblos indígenas. Una de las tesis centrales de esta obra es que “la violación de los derechos humanos de los grupos indígenas no sólo se manifiesta por las carencias de orden material [...] sino también porque se les ha negado sistemáticamente la posibilidad de poder conservar y desarrollar sus propias culturas, incluyendo lenguas, costumbres, modos de convivencia y formas de organización social”.[9]
- Conflictos étnicos y estado nacional. En este libro Stavenhagen recopila y analiza las causas, dinámicas y manejo de los conflictos étnicos en Kurdistán, Líbano, Eritrea, Fiji, Guayana, Guatemala, la antigua Unión Soviética, Burundi, Nigeria Malasia, Yugoslavia, Pakistán y Senegal. Si bien se acepta que no existe fórmula única para resolver estos conflictos se enuncia que "[n]umerosos conflictos de todo el mundo podrían resolverse si ciertos gobiernos nacionales dejaran de dar tanta importancia a la asimilación e integración de grupos étnicos subordinados y adoptaran políticas más pluralistas, entre ellas varias formas de autonomía".[8]
- Entre la ley y la costumbre: el derecho consuetudinario indígena en América. Resultados de un grupo de trabajo que buscó "estudiar las formas propias del derecho consuetudinario para dar testimonio de su vitalidad sin dejar de mostrar su relación con el Estado, y por el otro, los escenarios y prácticas del enfrentamiento del indígena con la justicia estatal en los que se hacían evidentes los mecanismos de la discriminación social y el racismo judicial".[10]
- Derecho indígena y derechos humanos en América Latina. Diagnóstico y evaluación sobre la situación jurídico social de las minorías étnicas de la región. Se reflexiona sobre el concepto de nación y en el capítulo III puede encontrarse un estudio sobre el derecho indígena con especial énfasis en los textos constitucionales, así se analizan las leyes de Argentina, Paraguay, Chile, Ecuador, Colombia, Guatemala y Nicaragua. En secciones posteriores se analiza la evolución del indigenismo y los movimientos indígenas en Brasil, Guatemala y Perú.[11]

## Reconocimientos
- 2015 Doctorado honoris causa de la Facultad Latinoamericana de Ciencias Sociales - FLACSO
- 2003 Premio Martin Diskin de la Asociación de Estudios Latinoamericanos, EUA.
- 2000 Conferencia Inaugural, Cátedra México, Universidad de Toulouse, Francia.
- 2000 Reconocimiento de la Universidad de San Carlos, Guatemala, por trabajo pionero en antropología jurídica en América Latina.
- 1997 Premio Nacional de Ciencias y Artes en el área de Historia, Ciencias Sociales y Filosofía otorgado por el gobierno de México.
- 1994 Premio Butros Butros-Ghali otorgado por la Fundación para el Apoyo a las Naciones Unidas, Japón.
- 1982 Miembro Honorario del Instituto de Estudios Sociales, La Haya, Países Bajos.
- 1980 Académico sobresaliente por la Universidad Nacional Autónoma de México (UNAM).
- 1973 Premio Sourasky en Ciencias Sociales, otorgado por la Secretaría de Educación Pública, México.[12]